# Pedicularis tenuicaulis
Pedicularis tenuicaulis är en snyltrotsväxtart som beskrevs av David Prain. Pedicularis tenuicaulis ingår i släktet spiror, och familjen snyltrotsväxter. Inga underarter finns listade i Catalogue of Life.